# 岩出山駅
岩出山駅（いわでやまえき）は、宮城県大崎市岩出山字東川原にある、東日本旅客鉄道（JR東日本）陸羽東線の駅である。

## 歴史

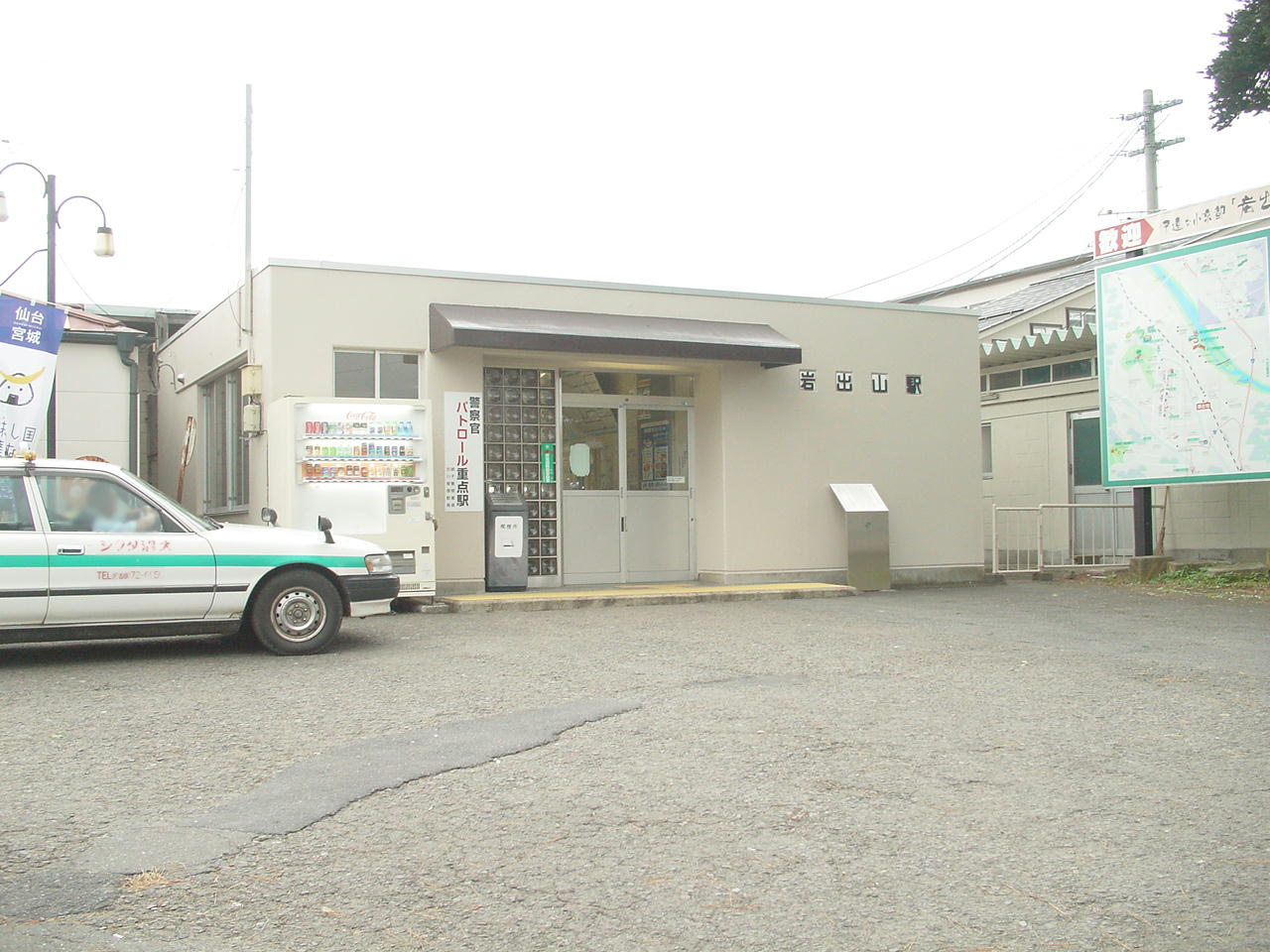
改装前の駅舎（2007年10月）

- 1913年（大正2年）4月20日：開業[3]。
- 1980年（昭和55年）8月15日：貨物の取り扱いを廃止[3]。
- 1983年（昭和58年）3月7日：CTC化により、業務委託化。
- 1984年（昭和59年）2月1日：荷物の扱いを廃止[3]。
- 1987年（昭和62年）4月1日：国鉄分割民営化に伴い、JR東日本の駅となる[3]。
- 2008年（平成20年）9月1日：仙台・宮城デスティネーションキャンペーンにあわせ、駅舎を岩出山城をイメージしたデザインに改装[5]。
- 2019年（平成31年）3月16日：終日無人化[4][6]。
- 2024年（令和6年）10月1日：えきねっとQチケのサービスを開始[1][7]。

## 駅構造
島式ホーム1面2線を有する地上駅である。ホーム上には木造の待合室がある。駅舎は岩出山城をモチーフとした和装駅舎である。ホームと駅舎との間は跨線橋で連絡している。
小牛田統括センター（古川駅）管理の無人駅である。2019年（平成31年）3月までは業務委託駅（JR東日本東北総合サービス委託）であった。

### のりば
| 番線 | 路線      | 方向 | 行先               |
| ---- | --------- | ---- | ------------------ |
| 1    | ■陸羽東線 | 下り | 鳴子温泉・新庄方面 |
| 2    | ■陸羽東線 | 上り | 小牛田・仙台方面   |

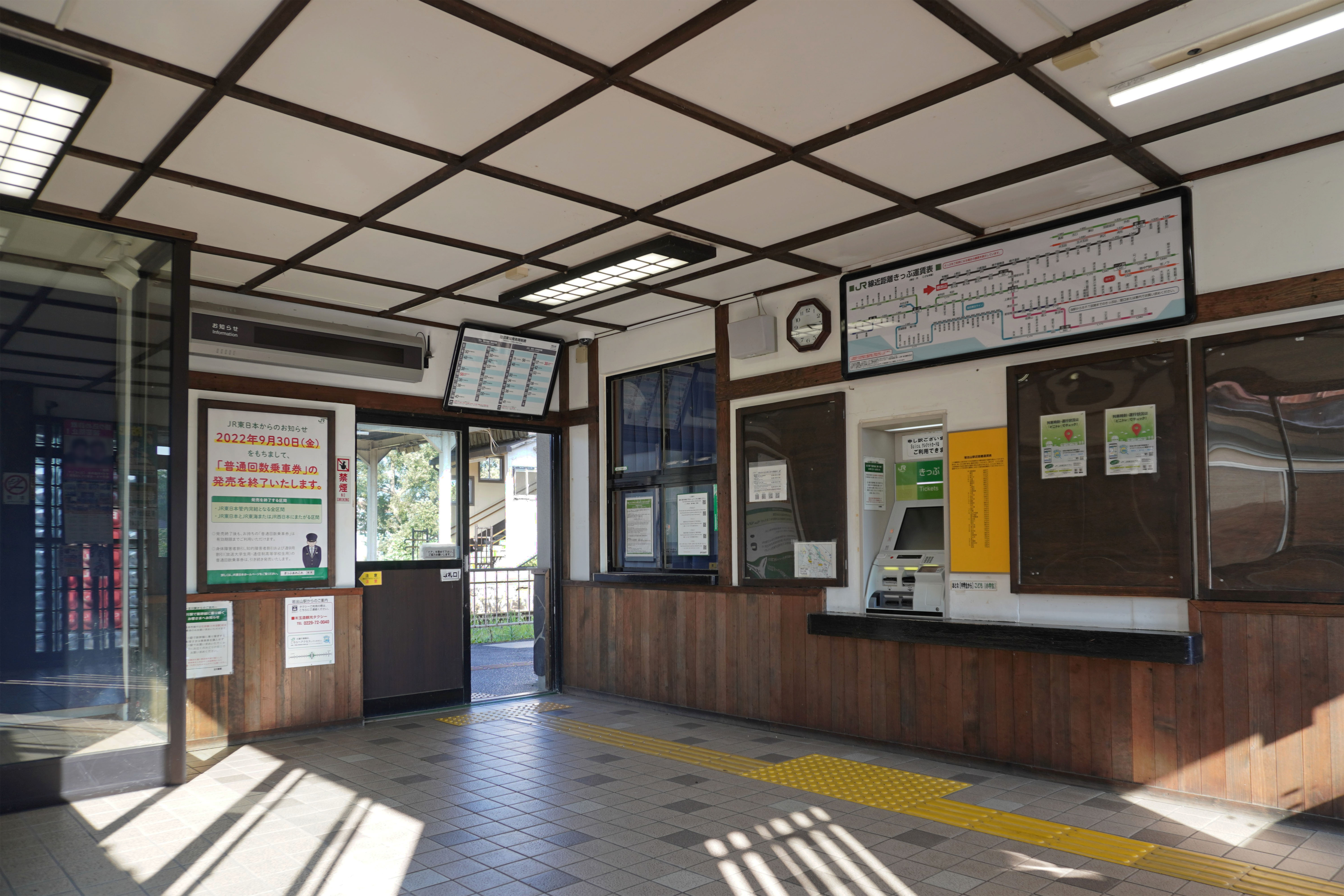
駅舎内（2023年7月）
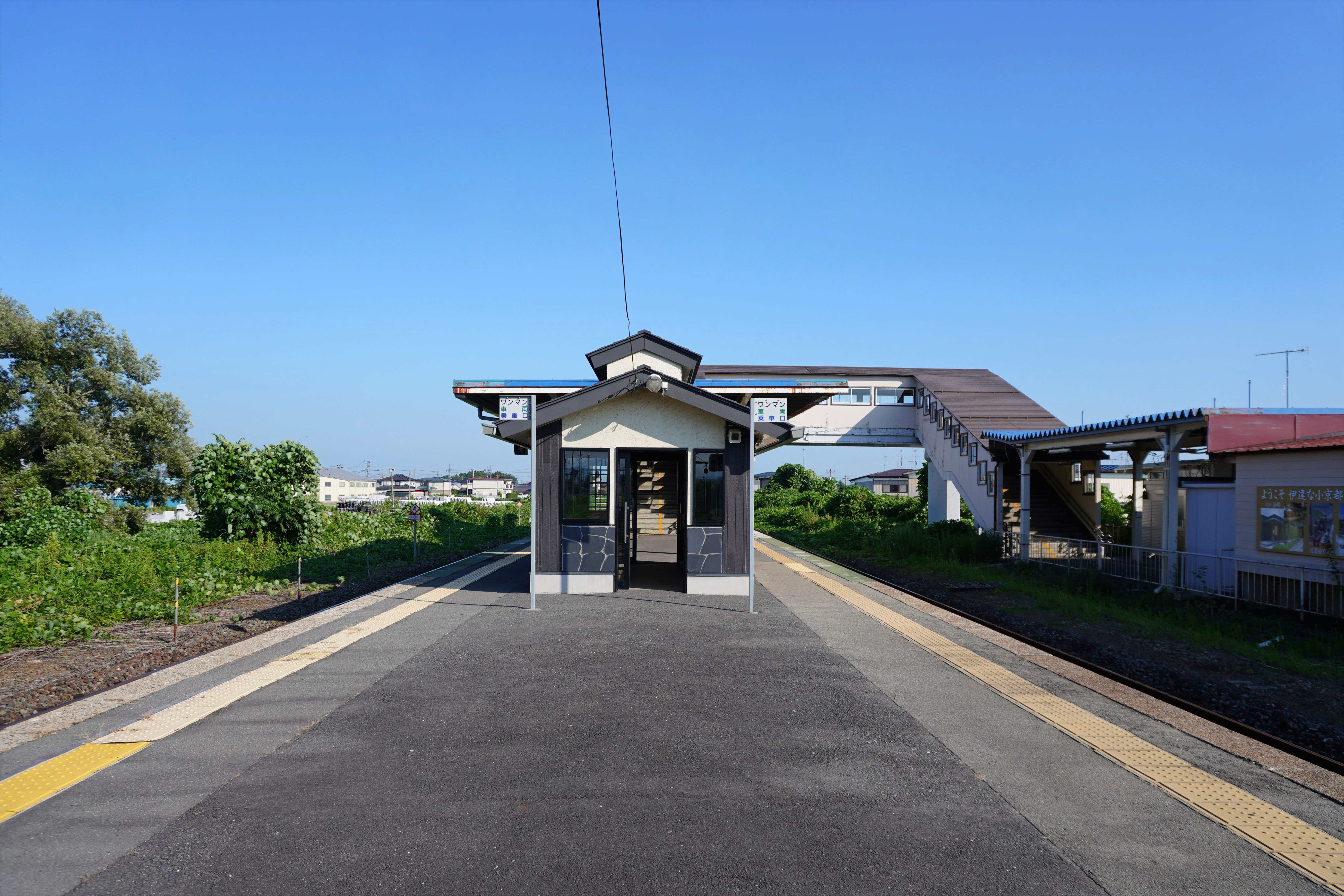
ホーム（2023年7月）

## 利用状況
JR東日本によると、2000年度（平成12年度） - 2017年度（平成29年度）の1日平均乗車人員の推移は以下のとおりであった。
| 1日平均乗車人員推移 | 1日平均乗車人員推移 | 1日平均乗車人員推移 | 1日平均乗車人員推移 | 1日平均乗車人員推移 |
| 年度                | 定期外              | 定期                | 合計                | 出典                |
| ------------------- | ------------------- | ------------------- | ------------------- | ------------------- |
| 2000年（平成12年）  |                     |                     | 553                 | [ 利用客数 1 ]      |
| 2001年（平成13年）  |                     |                     | 561                 | [ 利用客数 2 ]      |
| 2002年（平成14年）  |                     |                     | 559                 | [ 利用客数 3 ]      |
| 2003年（平成15年）  |                     |                     | 469                 | [ 利用客数 4 ]      |
| 2004年（平成16年）  |                     |                     | 419                 | [ 利用客数 5 ]      |
| 2005年（平成17年）  |                     |                     | 353                 | [ 利用客数 6 ]      |
| 2006年（平成18年）  |                     |                     | 342                 | [ 利用客数 7 ]      |
| 2007年（平成19年）  |                     |                     | 331                 | [ 利用客数 8 ]      |
| 2008年（平成20年）  |                     |                     | 307                 | [ 利用客数 9 ]      |
| 2009年（平成21年）  |                     |                     | 271                 | [ 利用客数 10 ]     |
| 2010年（平成22年）  |                     |                     | 231                 | [ 利用客数 11 ]     |
| 2011年（平成23年）  |                     |                     | 195                 | [ 利用客数 12 ]     |
| 2012年（平成24年）  | 55                  | 150                 | 206                 | [ 利用客数 13 ]     |
| 2013年（平成25年）  | 54                  | 148                 | 202                 | [ 利用客数 14 ]     |
| 2014年（平成26年）  | 49                  | 144                 | 193                 | [ 利用客数 15 ]     |
| 2015年（平成27年）  | 46                  | 166                 | 212                 | [ 利用客数 16 ]     |
| 2016年（平成28年）  | 45                  | 165                 | 210                 | [ 利用客数 17 ]     |
| 2017年（平成29年）  | 47                  | 151                 | 198                 | [ 利用客数 18 ]     |

## 駅周辺
周辺には多くの住宅がある。
- 観光物産センター、鉄道資料館（ポッポランド）- 駅に隣接（旧駅舎を活用）[2]
- 岩出山文化会館
- 感覚ミュージアム
- 竹工芸館
- 新みやぎ農業協同組合いわでやま金融共済部・いわでやま支店
- 大崎市役所岩出山総合支所（旧・岩出山町役場）
- 岩出山郵便局
- 共和コンクリート工業不二トッコン岩出山工場
- 宮城県岩出山高等学校
- 国道47号

## 隣の駅
東日本旅客鉄道（JR東日本）
■陸羽東線
西大崎駅 - 岩出山駅 - 有備館駅

### 記事本文
1. 1 2 3 4 5  “駅の情報（岩出山駅）：JR東日本”.   東日本旅客鉄道. 2024年8月28日時点のオリジナルよりアーカイブ。2024年10月19日閲覧。
2. 1 2 3 4 5  『週刊 JR全駅・全車両基地』 56号 新庄駅・気仙沼駅・鳴子温泉駅ほか80駅、朝日新聞出版〈週刊朝日百科〉、2013年9月15日、20頁。
3. 1 2 3 4 5  石野哲（編）『停車場変遷大事典 国鉄・JR編 Ⅱ』（初版）JTB、1998年10月1日、570頁。ISBN 978-4-533-02980-6。
4. 1 2 3  「<JR東日本>利用者減で3駅無人に 来月16日から」『河北新報』河北新報社、2019年2月20日。オリジナルの2019年2月20日時点におけるアーカイブ。2020年5月25日閲覧。
5. ↑  「仙台・宮城DC／もてなしの準備着々／JR岩出山駅改装が完了／大崎」『河北新報』河北新報社、2008年9月6日。
6. ↑  “駅の無人化、日勤化および営業時間短縮について【説明】” (PDF).   JREU 仙台地本業務部 (2019年1月31日). 2021年1月3日時点のオリジナルよりアーカイブ。2021年1月3日閲覧。
7. ↑  『Suicaエリア外もチケットレスで! 東北エリアから「えきねっとQチケ」がはじまります』（PDF）（プレスリリース）東日本旅客鉄道、2024年7月11日。オリジナルの2024年7月11日時点におけるアーカイブ。2024年8月11日閲覧。
8. 1 2  “JR東日本：駅構内図・バリアフリー情報（岩出山駅）”.   東日本旅客鉄道. 2024年10月19日閲覧。

### 利用状況
1. ↑  “各駅の乗車人員（2000年度）”.   東日本旅客鉄道. 2019年2月17日閲覧。
2. ↑  “各駅の乗車人員（2001年度）”.   東日本旅客鉄道. 2019年2月17日閲覧。
3. ↑  “各駅の乗車人員（2002年度）”.   東日本旅客鉄道. 2019年2月17日閲覧。
4. ↑  “各駅の乗車人員（2003年度）”.   東日本旅客鉄道. 2019年2月17日閲覧。
5. ↑  “各駅の乗車人員（2004年度）”.   東日本旅客鉄道. 2019年2月17日閲覧。
6. ↑  “各駅の乗車人員（2005年度）”.   東日本旅客鉄道. 2019年2月17日閲覧。
7. ↑  “各駅の乗車人員（2006年度）”.   東日本旅客鉄道. 2019年2月17日閲覧。
8. ↑  “各駅の乗車人員（2007年度）”.   東日本旅客鉄道. 2019年2月17日閲覧。
9. ↑  “各駅の乗車人員（2008年度）”.   東日本旅客鉄道. 2019年2月17日閲覧。
10. ↑  “各駅の乗車人員（2009年度）”.   東日本旅客鉄道. 2019年2月17日閲覧。
11. ↑  “各駅の乗車人員（2010年度）”.   東日本旅客鉄道. 2019年2月17日閲覧。
12. ↑  “各駅の乗車人員（2011年度）”.   東日本旅客鉄道. 2019年2月17日閲覧。
13. ↑  “各駅の乗車人員（2012年度）”.   東日本旅客鉄道. 2019年2月17日閲覧。
14. ↑  “各駅の乗車人員（2013年度）”.   東日本旅客鉄道. 2019年2月17日閲覧。
15. ↑  “各駅の乗車人員（2014年度）”.   東日本旅客鉄道. 2019年2月17日閲覧。
16. ↑  “各駅の乗車人員（2015年度）”.   東日本旅客鉄道. 2019年2月17日閲覧。
17. ↑  “各駅の乗車人員（2016年度）”.   東日本旅客鉄道. 2019年2月17日閲覧。
18. ↑  “各駅の乗車人員（2017年度）”.   東日本旅客鉄道. 2019年2月17日閲覧。